# مقبرة أم الحمام
مقبرة أم الحمام واحدة من أشهر مقابر مدينة الرياض، إذ تعد ثاني أكبر مقبرة في المدينة بعد مقبرة العود، والمقبرة الثالثة التي تعمل داخل نطاق العاصمة الرياض.

## التاريخ
المقبرة تبرع به مفتي المملكة العربية السعودية السابق محمد بن إبراهيم آل الشيخ وقفًا كمقبرة ضمن جملة من الأراضي التي أوقفها، ثم قامت بالعناية بها وتطويرها وتشغيلها أمانة مدينة الرياض. في يوم الأربعاء 15 ربيع الأول 1438 هـ الموافق 14 ديسمبر 2016 أغلقت أمانة مدينة الرياض مقبرة أم الحمام نظرا لامتلائها.

## الوصف
تقع المقبرة في حي أم الحمام الشرقي بمساحة تبلغ تسعين ألف متر مربع تقريبًا، وتعتبر من أكبر المقابر في الرياض، ويجاورها من جهة الشرق الجامع الشهير جامع الملك خالد. تفتتح المقبرة أبوابها للزوّار من الصباح إلى صلاة العشاء يوميًا. تشهد المقبرة شهريًا استقبال 220 جنازة من الرجال والنساء والأطفال من مختلف الأعمار، وتتولى الإدارة العامة لصحة البيئة بأمانة مدينة الرياض حفر القبور وتأمين مواد الدفن وتجهيز الموتى بالمجان. في عام 1436 هـ صدر أمر أمير منطقة الرياض بتوسعة مقبرة أم الحمام بشكل عاجل وسريع من خلال نزع ملكية أرض الورش الصناعية الواقعة شمال المقبرة.

## أبرز من دفن في المقبرة
تضمّ المقبرة قبور علماء ومشايخ ومشاهير، من أبرزهم:
- عبد الله بن عبد الرحمن الغديان: عضو هيئة كبار العلماء السعودية.
- عبد الله العقيل: رئيس الهيئة الدائمة للقضاء.
- عبد العزيز الموسى: رجل أعمال.
- ماجد الشبل: إعلامي سعودي.
- سعود الدوسري: اعلامي سعودي.
- أحمد ذو الغنى: فيزيائي سوري من أعلام المربين في الشام.
- محمد السقا: إعلامي ومذيع في التلفزيون السعودي وأوربت الفضائية.